# Guernsey Rovers AC
Guernsey Rovers AC este un club de fotbal din Guernsey.